# Роґово (гміна Старожреби)
Роґово (пол. Rogowo) — село в Польщі, у гміні Старожреби Плоцького повіту Мазовецького воєводства.
Населення — 225 осіб (2011).
У 1975-1998 роках село належало до Плоцького воєводства.

## Демографія
Демографічна структура станом на 31 березня 2011 року:
|          | Загалом | Допрацездатний вік | Працездатний вік | Постпрацездатний вік |
| -------- | ------- | ------------------ | ---------------- | -------------------- |
| Чоловіки | 116     | 22                 | 84               | 10                   |
| Жінки    | 109     | 28                 | 55               | 26                   |
| Разом    | 225     | 50                 | 139              | 36                   |